# Schisshyttans vandringsled

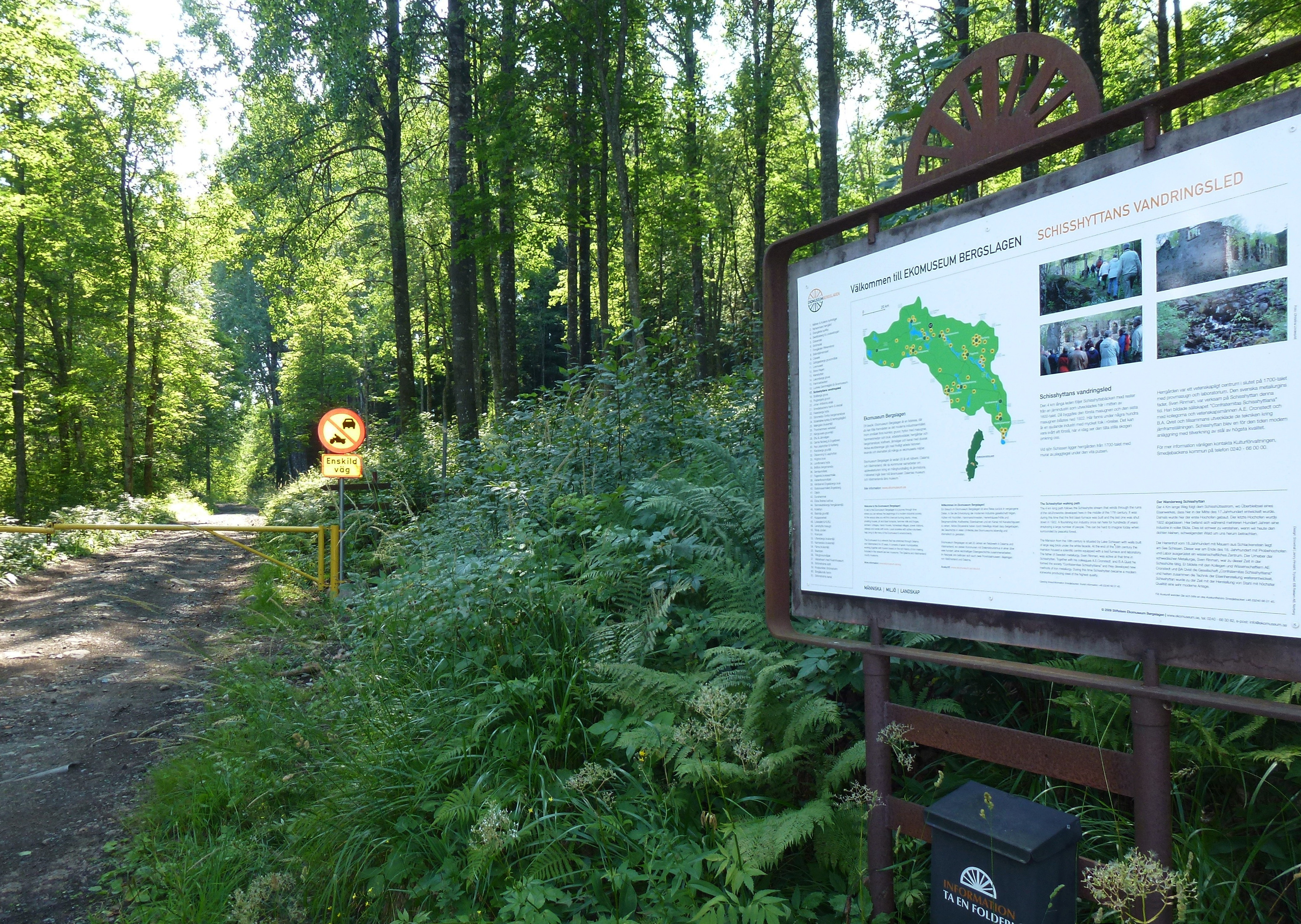
Schisshyttans vandringsled, 2014.

Schisshyttans vandringsled är en fyra kilometer lång vandringsled i Schisshyttan cirka nio kilometer nordväst om Smedjebacken i Smedjebackens kommun, södra Dalarna.
Vandringsleden följer Schisshyttebäckens lopp och är anordnad som en slinga. Leden passerar även Schisshyttans herrgård som ligger vid södra slutet av sjön Skissen (Schissen). Gården är en väl bibehållen herrgårdsbyggnad uppförd i slaggsten och med anor från 1700-talet. Byggherre var brukspatron Adolf  Adolfsson Christernin som under 1700-talet ägde Väster Silvberg (senare kallad Stollbergs gruva), där en schakt är uppkallat efter honom. Sitt nuvarande utseende fick gården år 1799 när dåvarande ägare Johan Henrik Wegelin lät bygga på en våning. Längs leden visas lämningar från traktens järnhantering från mitten av 1600-talet och fram till år 1922. Lustigkullagruvan är en nedlagd sulfidmalmsgruva längs vandringsleden.